# FFG (Akaflieg) Berlin B 9
L'FFG (Akaflieg) Berlin B 9, citato anche come FFG Berlin B 9, era un aereo sperimentale realizzato dalla tedesca Flugtechnische Fachgruppe (FFG) in collaborazione con l'Akademische Fliegergruppe Darmstadt eV (Akaflieg), gruppo accademico sito a Berlino ed attivo nella ricerca aeronautica, negli anni quaranta e rimasto allo stadio di prototipo.
Progettato dalla Deutsche Versuchsanstalt für Luftfahrt (DVL) per studiare i vantaggi offerti dalla posizione prona del pilota, per meglio resistere alle accelerazioni in fase di richiamata, venne portato in volo nell'estate 1943 ma benché avesse fornito indicazioni più che soddisfacenti non era destinato alla produzione in serie e il progetto venne abbandonato.
L'esperienza acquisita verrà riutilizzata a scopo bellico nella progettazione e realizzazione del multiruolo a getto Henschel Hs 132.